# Xylocopa subjuncta
Xylocopa subjuncta är en biart som beskrevs av Joseph Vachal 1898. Xylocopa subjuncta ingår i släktet snickarbin, och familjen långtungebin. Inga underarter finns listade i Catalogue of Life.